# Nonso Anozie
Nonso Anozie, född 17 november 1978 i London, är en brittisk skådespelare.
Anozie har bland annat medverkat i filmerna The Grey och Conan the Barbarian från 2011, Berättelsen om Askungen från 2015.  Han har även medverkat TV-serien Sweet Tooth (2021–2023).

## Filmografi (i urval)
- 2007: The Last Legion
- 2010: Nanny McPhee och den magiska skrällen
- 2011: The Grey
- 2011: Conan the Barbarian
- 2013–2014: Dracula
- 2015: Berättelsen om Askungen
- 2020: Artemis Fowl
- 2021–2023: Sweet Tooth
- 2026 – The Magic Faraway Tree